# تشارلي بوردي
تشارلي بوردي (بالإنجليزية: Charlie Purdy)‏ (24 نوفمبر 1905 – 25 يناير 1982) هو ملاكم نيوزيلندي راحل، مثّل بلاده في الألعاب الأولمبية الصيفية 1924.

## روابط خارجية
تشارلي بوردي على موقع بوكس ريك (الإنجليزية) (registration required)
- تشارلي بوردي على موقع أوليمبيديا (الإنجليزية)
- تشارلي بوردي على موقع اللجنة الأولمبية النيوزيلندية (الإنجليزية)